# Drăgoiești (Suceava megye)
Drăgoiești község Suceava megyében, Bukovinában, Romániában.